# Wright River (Andrew River)
Der Wright River ist ein Fluss im Südwesten des australischen Bundesstaates Tasmanien. 

## Geografie
Der etwas mehr als elf Kilometer lange Wright River entspringt an den Nordhängen des Mount Fincham in der West Coast Range. Von dort fließt er zunächst nach Norden und dann in einem Halbkreis über Westen nach Süden. Am Nordende der Engineer Range mündet er in den Andrew River.